# Olpe Chigi
L'olpe Chigi è una ceramica greca policroma (h 26 cm) realizzata a Corinto da un anonimo artista intorno al 640 a.C. (tardo protocorinzio) e trovata in Etruria, presso Veio. Già nella collezione Chigi, è custodita presso il Museo nazionale etrusco di Villa Giulia a Roma.

## Storia
Capolavoro della pittura policroma del VII secolo a.C. avanzato, l'olpe è un esempio della qualità cui giunse la ceramica del nord-est del Peloponneso convenzionalmente designata come protocorinzia. Quando questa olpe venne prodotta l'artigianato corinzio era in un momento di grande splendore, del quale l'olpe Chigi rappresenta un prodotto singolare e senza seguito: dopo questo vaso la tecnica a figure nere rimase la principale tecnica corinzia e il fregio continuo con animali il tema corinzio per eccellenza.
Corinto era guidata in questi anni dalla dinastia dei Cipselidi (Cipselo dal 657 al 627 a.C., il figlio Periandro dal 627 al 585 a.C.), tiranni che sostennero le arti e la prosperità artistica della città, attirando i migliori artigiani dalle altre poleis greche.
I personaggi della scena che rappresenta il giudizio di Paride sono identificati tramite iscrizioni in un alfabeto non corinzio. 
Le iscrizioni didascaliche sono un elemento nuovo nella ceramica protocorinzia, una pratica forse in uso nella grande pittura, insieme a policromia e spazialità. L'olpe Chigi fu creata in un periodo caratterizzato da nuove scoperte e sperimentazioni e rappresenta uno degli esperimenti meglio riusciti.
Ad alcuni studiosi è parso riconoscere la mano dell'anonimo artista in altri vasi di dimensioni minori appartenenti allo stesso ambito culturale. L'autore  (chiamato convenzionalmente "Pittore dell'Olpe Chigi"), è noto anche con il nome di "Pittore di Ecfanto" (Ecfanto era il nome del pittore che secondo Plinio il Vecchio fu il creatore della pittura policroma, inventata, a suo dire, a Corinto o a Sicione ed è stato identificato anche con il "Pittore di MacMillan", autore di un ariballo a testa leonina della collezione MacMillan del British Museum di Londra.
L'olpe Chigi proviene da una tomba di Formello, vicino a Veio, dove fu ritrovata nel 1882. La tomba era formata da tre camere: la prima saccheggiata da scavi clandestini che ne avevano disperso il materiale, la seconda vuota e la terza, bloccata dal crollo della volta, mai aperta. Quest'ultima conteneva, oltre all'olpe, un'anfora di bucchero (anche questa conservata a Villa Giulia) importante per l'alfabeto etrusco inciso sui suoi fianchi. Altro materiale simile, con la stessa associazione di vasi protocorinzi, anfore di bucchero a spirali e grandi anfore etrusche orientalizzanti, decorate con animali fantastici, si trova in altre due tombe, scavate a Veio e appartenenti alla stessa epoca.

## Descrizione

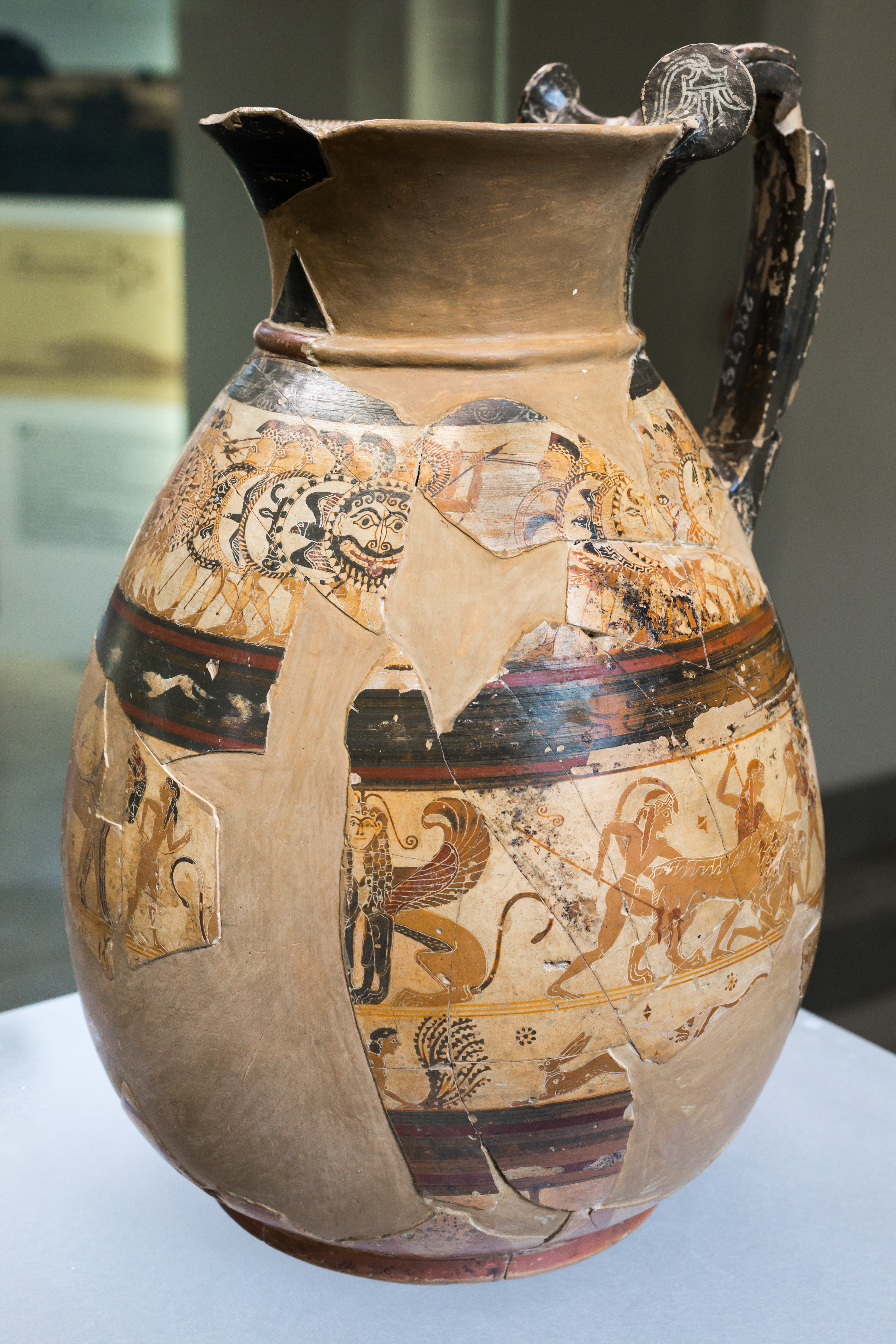

Il vaso sembra mostrare le attività nelle quali i giovani dell'aristocrazia corinzia potevano trovarsi ad essere impegnati e in questo modo indicare quali fossero le virtù che essi dovevano sviluppare.
Il fregio superiore (h 5 cm) rappresenta un combattimento oplitico, all'epoca dell'introduzione della nuova tecnica di combattimento e dell'istituzione della falange, schieramento serrato di opliti in battaglia, che era la forza delle poleis greche e la garanzia dell'integrità dello stato. Nella scena, guerrieri armati con scudi blasonati e lance procedono contro i nemici: la scena ha la stessa vivacità delle scene sottostanti; sulla sinistra, mentre un gruppo di soldati si sta ancora armando, un altro gruppo corre ad unirsi alla schiera già formata, con una asimmetria sottolineata dalla posizione del suonatore di doppio flauto (aulos), leggermente spostato rispetto al centro.
Il fregio centrale riporta scene all'interno di una fascia divisa a metà da una figura di doppia sfinge (o Ker) con unico volto di prospetto: entrambe le entità possiedono accezioni simili legate alla morte e alla liminalità, che ben si addicono alla scena di caccia in cui uno degli uomini viene azzannato dal leone; non è un caso che si realizzi un collegamento verticale con la gorgone – anch'essa legata alla morte – rappresentata nel fregio superiore. A sinistra vi è un corteo con un carro, cavalli e scudieri (hippostrophoi: identificazione proposta da Hurwit, Torelli, D'Acunto) che si sovrappongono. A destra vi è una sanguinosa caccia al leone in cui sarebbero impegnati, secondo l'interpretazione di D'Acunto, gli uomini (quattro cavalieri ed un possessore del carro, quest'ultimo distinguibile per la cintura portata sul corpo nudo) assenti nella scena a sinistra. Al di sotto dell'ansa si incontra l'unico elemento mitico in un complesso di scene di vita reale: il pittore ha indicato i personaggi con i nomi di Alessandro (Paride), Atena, Afrodite, Era ed Ermes. Grazie alle didascalie a grandi lettere è possibile identificare la scena come la prima raffigurazione del giudizio di Paride.
Nel fregio inferiore, il tipico fregio orientalizzante, con gli animali che si susseguono staticamente, è stato trasformato in una movimentata scena di caccia alla lepre, in mezzo a cespugli che appaiono come agitati dal vento. Oltre alla lepre si scorge una volpe; un cacciatore inginocchiato dietro un cespuglio porta sulle spalle due lepri già catturate e trattiene un cane pronto a slanciarsi.

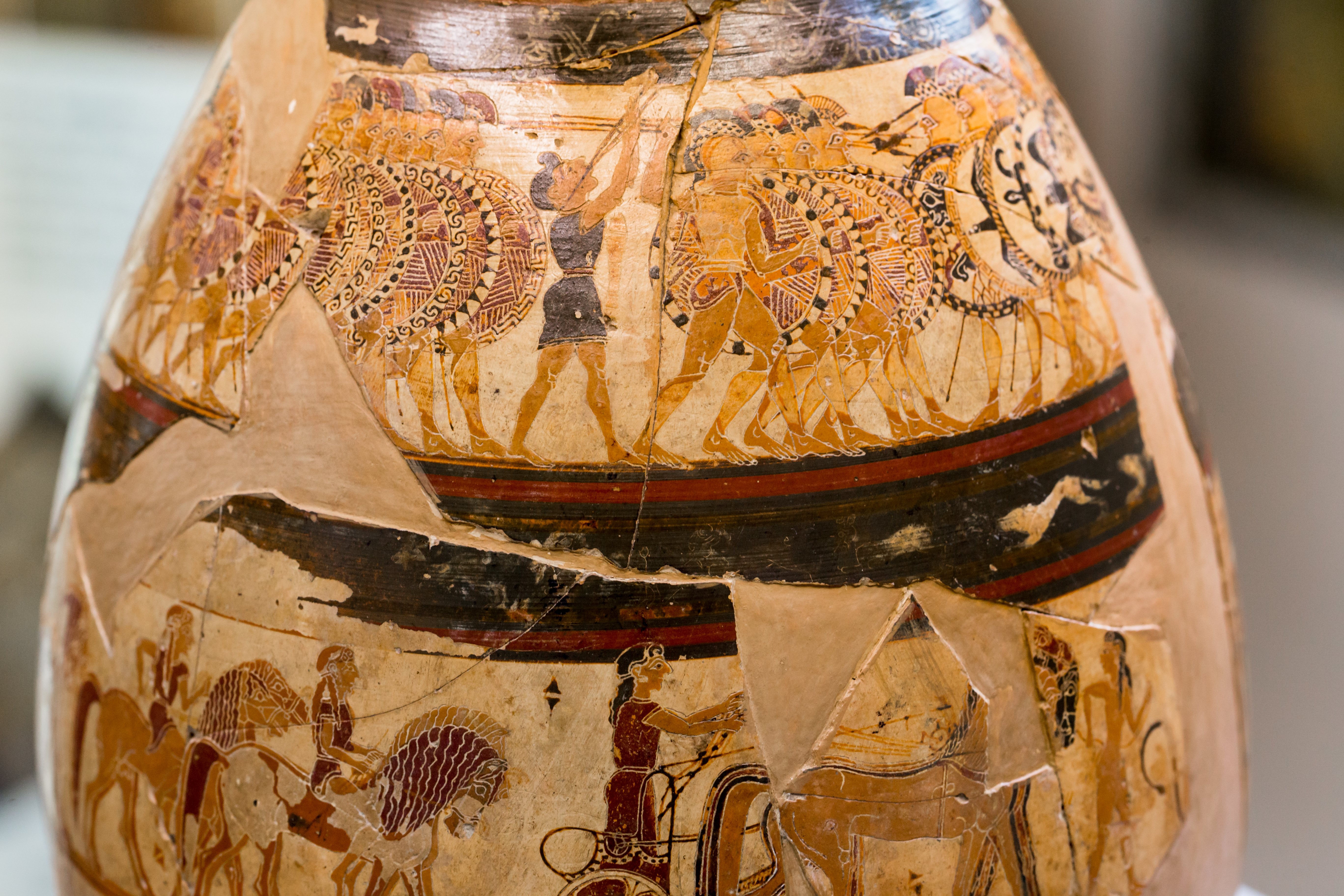
Olpe Chigi - Schiera di opliti in battaglia

## Tecnica
L'apparato decorativo prevede alcune aree a fondo nero, cui si aggiungono fasce figurate a tecnica policroma sul fondo costituito dall'ingobbio. La composizione è ottenuta con i quattro colori fondamentali (nero, rosso-bruno, bianco e giallo-bruno chiaro, quest'ultimo utilizzato per le carni maschili). Ai colori si aggiungono i particolari, resi mediante l'incisione, come è tipico per la ceramica a figure nere. L'insieme è di grande ricchezza e varietà tonale e vi appare evidente, nei due fregi maggiori, l'interesse precoce per la rappresentazione dello spazio e del movimento. La profondità è suggerita dalla tecnica della sovrapposizione, che indica la presenza di piani differenti: ciò appare particolarmente evidente nella zona che si apre intorno al flautista, determinata sia dalla sovrapposizione delle figure che lo circondano, sia dallo scarto cromatico tra la sua tunica scura e i colori circostanti.

## Stile

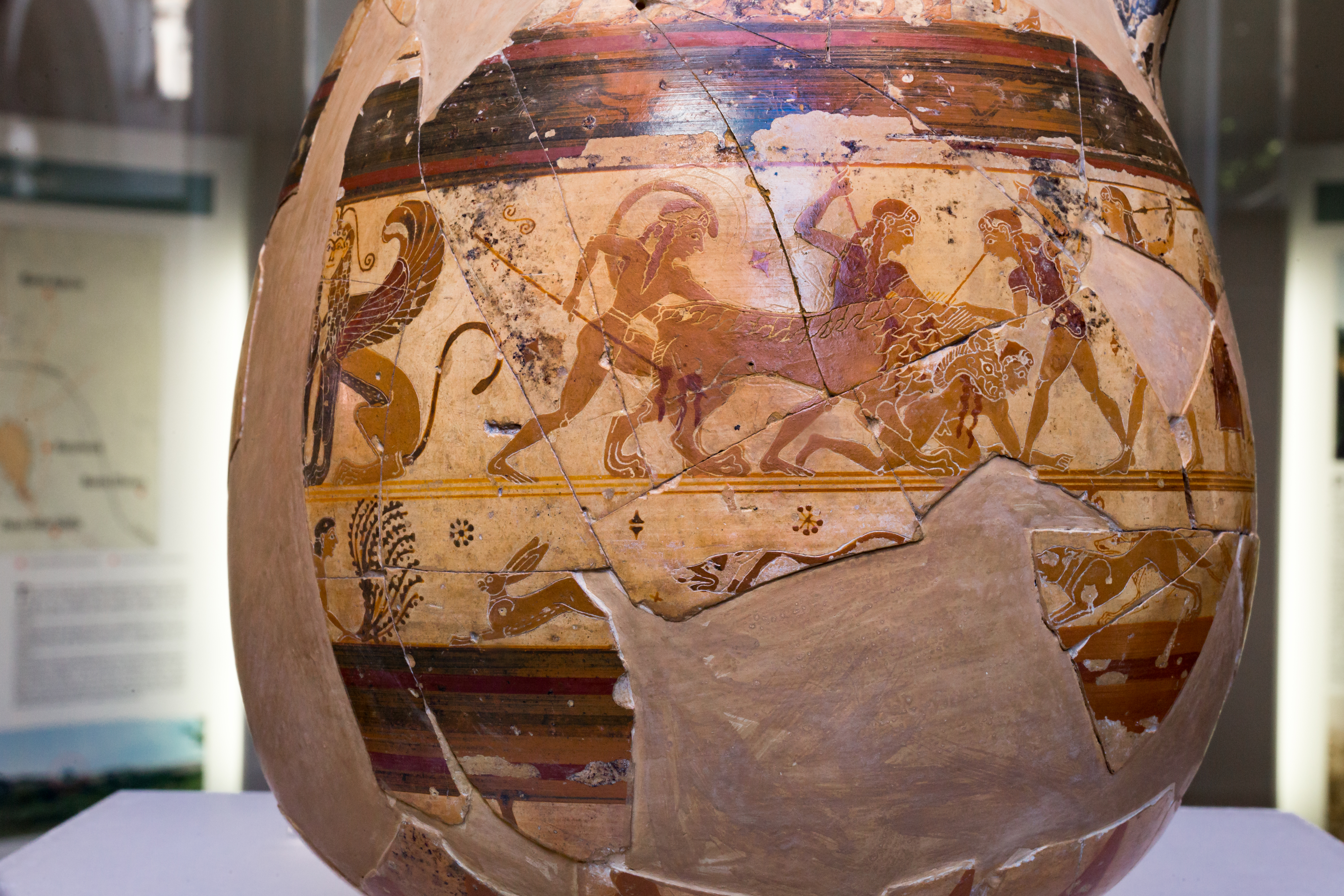
Olpe Chigi - Scena di Caccia

L'olpe ripropone i principi decorativi che si trovano in tanti vasi di piccole dimensioni del protocorinzio medio-tardo: una fascia decorata con palmette e fiori di loto finemente incisi circonda la bocca del vaso chiudendo in alto il fregio figurato superiore, altre fasce decorative si trovano nelle zone intermedie, mentre una zona verniciata in nero e una decorazione a raggi chiudono il campo figurato presso il piede del vaso. La caccia alla lepre è tema frequente nella ceramica protocorinzia, mentre la caccia al leone è motivo assiro.
I guerrieri dell'olpe Chigi possiedono l'armonia di certa produzione in stile dedalico, ma sono scomparsi i capelli a ripiani e li si vedono invece scendere divisi in trecce sulle spalle; sono una versione evoluta dei guerrieri che decorano l'aryballos MacMillan, meno sottili e incorporei rispetto a questi ultimi. Cavalli e giovani cavalieri ricordano da vicino lo stile delle figure di Pegaso e Bellerofonte sulla più antica coppa del Pittore di Bellerofonte i cui frammenti sono conservati presso il Museo archeologico di Egina (inv. 1376, h 14,7 cm).
La posizione marginale della scena con il giudizio di Paride è l'emblema dell'indifferenza dell'arte corinzia orientalizzante nei riguardi del mito e della narrazione in genere.